# Прехрамбено-хемијска школа Ниш
Прехрамбено-хемијска школа Ниш је једна од четворогодишњих средњих школа на територији града Ниша и функционише у оквиру образовног система Републике Србије. Основана је школске 1935/1936. године под називом „Прва стручна продужена школа”, а настала реорганизацијом дотадашњих занатских школа у Нишу.

## Историјат
У току Другог светског рата школа није радила, а од школске 1946/1947. године наставља свој рад под називом „Стручна школа у индустрији и занатству”. Од 1956. године ради као Мешовита школа ученика у привреди. Од 1972. године формира се Центар за образовање кадрова за занатство, индустрију и комуналну привреду у оквиру кога функционише Мешовита школа за ученике у привреди.
Од школске 1978/1979. године у Центру је дошло до реорганизације и формиране су две основне организације са радном заједницом: ООУР за прву фазу усмереног образовања „Ратко Павловић” и ООУР за другу фазу усмереног образовања „Филип Кљајић”.
Године 1987. дошло је до издвајања ООУР за прву фазу из Центра и конституисања Школе као РО – школа прехрамбене, кожарске и хемијско-технолошке струке „Ратко Павловић”. Од 1997. године школа постоји под називом Прехрамбено-хемијска „Ратко Павловић” да би од 2002. године променила назив у „Прехрамбено-хемијска школа”

## Образовни профили
- Техничар за оперативну форензику[3]
- Техничар за заштиту животне средине
- Техничар за хемијску и фармацеутску технологију
- Пекар
- Месар
- Прехрамбени техничар